# Impact de Montréal 2012
Questa voce raccoglie le informazioni riguardanti l'Impact de Montréal nelle competizioni ufficiali della stagione 2012.

## Stagione
Il 2012 per l'Impact rappresenta la stagione dell'approdo nel massimo campionato nordamericano di calcio: la Major League Soccer. Visto questo passaggio storico, il club è andato incontro a una serie di profondi rinnovamenti. Ad esempio la rosa viene completamente rivoluzionata rispetto a quella che nella stagione precedente aveva disputato il campionato NASL, di quella squadra restano solo tre giocatori. La maggior parte dei nuovi acquisti proviene da club della MLS, a cui si aggiungono alcuni acquisti dall'Europa come gli italiani Matteo Ferrari e Bernardo Corradi. La conduzione tecnica della squadra viene affidata a Jesse Marsch.

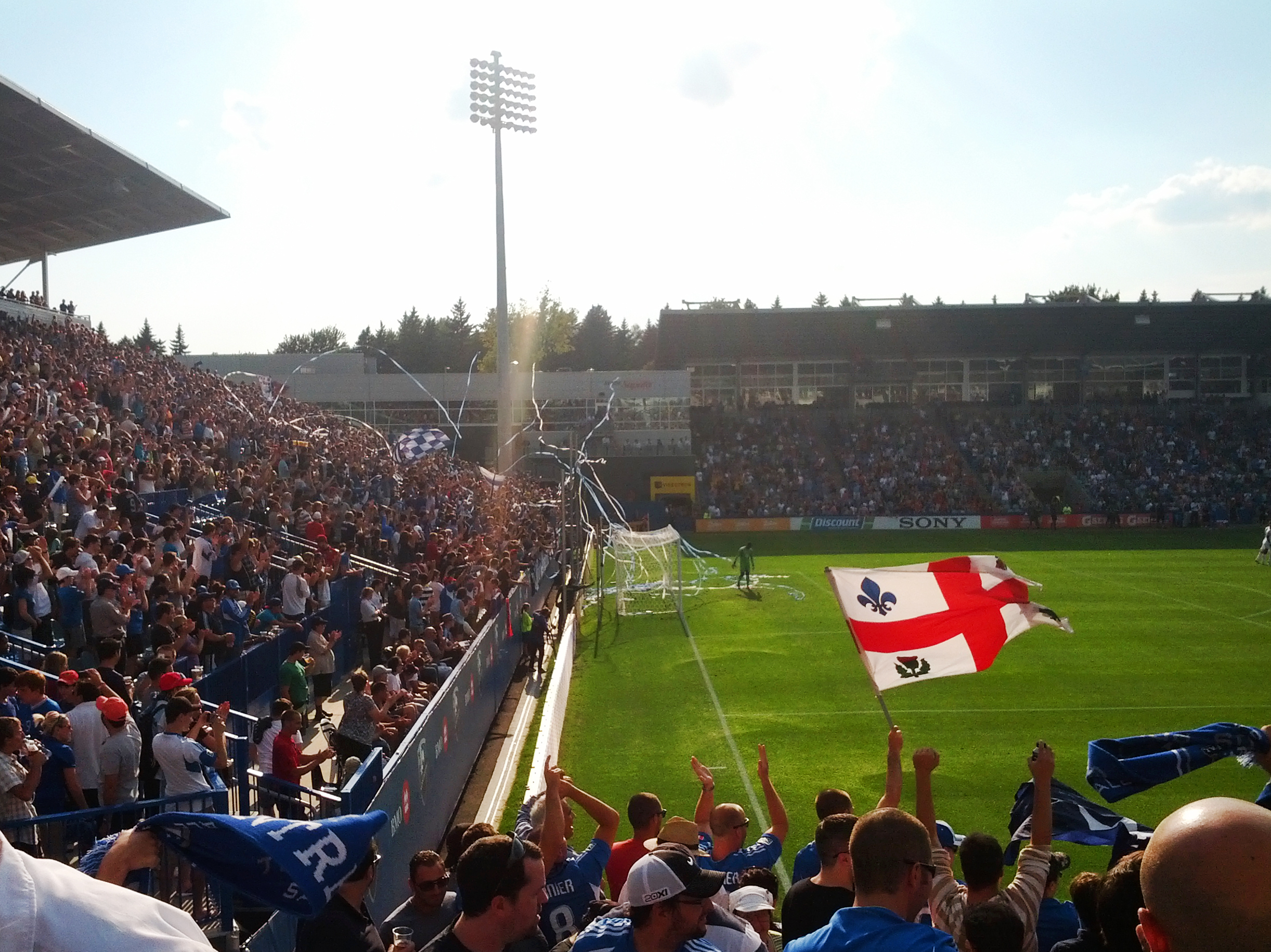
Una curva dello Stade Saputo festeggia un gol durante una partita

Altra novità riguarda lo Stade Saputo, che viene interessato da lavori di ampliamento in modo da fargli raggiungere circa 20.000 posti a sedere. A causa di questi lavori l'Impact disputa le prime partite interne della stagione nello Stadio Olimpico di Montréal. In occasione dell'esordio casalingo nel massimo campionato, il 17 marzo contro Chicago, viene segnato il record di affluenza per un incontro di calcio professionistico nella città di Montréal, con 58.912 spettatori. Tale record verrà comunque nuovamente battuto in occasione dell'incontro con i Los Angeles Galaxy, grazie alla presenza di 60.860 spettatori.
L'andamento dell'Impact in campionato è piuttosto incostante, e anche nel Canadian Championship la squadra del Québec viene eliminata dagli storici rivali di Toronto. Durante l'estate vengono comunque acquistati alcuni rinforzi come il difensore Alessandro Nesta o il forte attaccante Marco Di Vaio. Quest'ultimo viene indicato come il primo "giocatore designato", ovvero l'unico giocatore della rosa di un club MLS che può sforare il Salary cap previsto dalla lega. I nuovi acquisti portano degli effetti sui risultati della squadra e i canadesi vincono cinque partite consecutive fra i mesi di luglio e agosto. Ad ogni modo il campionato viene concluso al settimo posto della Eastern conference, dodicesimo posto complessivo, fuori dalla zona play-off.

## Maglie e sponsor
Il fornitore tecnico, come per tutte le squadre della MLS, è l'Adidas. La prima maglia è azzurra con inserti bianchi, mentre la maglia di riserva ha i colori invertiti rispetto alla prima.
| 1ª divisa | 2ª divisa |

## Rosa
| N. |                        | Ruolo | Calciatore       |
| -- | ---------------------- | ----- | ---------------- |
| 1  | Giamaica (bandiera)    | P     | Donovan Ricketts |
| 1  | Stati Uniti (bandiera) | P     | Troy Perkins     |
| 2  | Colombia (bandiera)    | D     | Nelson Rivas     |
| 3  | Giamaica (bandiera)    | D     | Shavar Thomas    |
| 5  | Stati Uniti (bandiera) | D     | Tyson Wahl       |
| 6  | Francia (bandiera)     | C     | Hassoun Camara   |
| 7  | Brasile (bandiera)     | C     | Felipe           |
| 8  | Canada (bandiera)      | C     | Patrice Bernier  |
| 9  | Italia (bandiera)      | A     | Marco Di Vaio    |
| 11 | Gambia (bandiera)      | C     | Sanna Nyassi     |
| 13 | Italia (bandiera)      | D     | Matteo Ferrari   |
| 14 | Italia (bandiera)      | D     | Alessandro Nesta |
| 15 | Stati Uniti (bandiera) | D     | Jeb Brovsky      |
| 16 | Cuba (bandiera)        | A     | Eduardo Sebrango |
| 17 | Stati Uniti (bandiera) | A     | Justin Braun     |
| 17 | Svizzera (bandiera)    | D     | Dennis Iapichino |
| 18 | Stati Uniti (bandiera) | C     | Collen Warner    |

| N. |                                 | Ruolo | Calciatore             |
| -- | ------------------------------- | ----- | ---------------------- |
| 19 | Stati Uniti (bandiera)          | D     | Zarek Valentin         |
| 21 | Stati Uniti (bandiera)          | C     | Justin Mapp            |
| 22 | Stati Uniti (bandiera)          | C     | Davy Arnaud (capitano) |
| 23 | Italia (bandiera)               | A     | Bernardo Corradi       |
| 24 | Canada (bandiera)               | P     | Gregory Sutton         |
| 25 | Stati Uniti (bandiera)          | C     | Lamar Neagle           |
| 26 | Stati Uniti (bandiera)          | A     | Michael Fucito         |
| 27 | Stati Uniti (bandiera)          | C     | Bryan Arguez           |
| 28 | Bosnia ed Erzegovina (bandiera) | C     | Siniša Ubiparipović    |
| 29 | Scozia (bandiera)               | C     | Calum Mallace          |
| 30 | Stati Uniti (bandiera)          | P     | Evan Bush              |
| 31 | Stati Uniti (bandiera)          | D     | Josh Gardner           |
| 32 | Colombia (bandiera)             | A     | Miguel Montaño         |
| 33 | Stati Uniti (bandiera)          | A     | Andrew Wenger          |
| 34 | Canada (bandiera)               | D     | Karl Ouimette          |
| 36 | Canada (bandiera)               | A     | Evan James             |
| 38 | Messico (bandiera)              | D     | Gienir García          |

## Calciomercato

### A stagione in corso
| Acquisti | Acquisti         | Acquisti         | Acquisti   |
| R.       | Nome             | da               | Modalità   |
| -------- | ---------------- | ---------------- | ---------- |
| P        | Troy Perkins     | Portland Timbers | definitivo |
| D        | Dennis Iapichino | Lugano           | definitivo |
| D        | Alessandro Nesta |                  | svincolato |
| A        | Marco Di Vaio    |                  | svincolato |

| Cessioni | Cessioni         | Cessioni         | Cessioni   |
| R.       | Nome             | a                | Modalità   |
| -------- | ---------------- | ---------------- | ---------- |
| P        | Donovan Ricketts | Portland Timbers | definitivo |
| D        | Gienir García    |                  | svincolato |
| D        | Tyson Wahl       | Colorado Rapids  | definitivo |
| A        | Justin Braun     | Real Salt Lake   | definitivo |
| A        | Michael Fucito   | Portland Timbers | definitivo |

## Risultati

### MLS
La MLS non adotta il sistema a due gironi, uno di andata e uno di ritorno, tipico in Europa per i campionati di calcio, ma un calendario di tipo sbilanciato. Nel 2012 l'Impact ha disputato solo una gara con le nove squadre della Western conference, tre gare con sette squadre della propria conference, e infine due gare con altre due squadre della propria conference (in questa stagione Chicago Fire e Philadelphia Union).
| Arbitro: | R. Salazar |

|                       |           |  |
| Le Toux 4’ Camilo 54’ | Marcatori |  |

| Arbitro: | K. Stott |

|            |           |           |
| Arnaud 56’ | Marcatori | 71’ Oduro |

| Arbitro: | M. Geiger |

|                                 |           |  |
| Mirosevic 30’ (rig.) Vargas 66’ | Marcatori |  |

| Arbitro: | M. Kennedy |

|                                                     |           |                     |
| Henry 28’, 56’, 89’ Cooper 48’ (rig.) Ballouchy 72’ | Marcatori | 18’ Nyassi 38’ Mapp |

| Arbitro: | R. Salazar |

|                         |           |  |
| Paulo Júnior 13’ (rig.) | Marcatori |  |

| Arbitro: | H. Grajeda |

|                             |           |                |
| Ubiparipović 18’ Wenger 81’ | Marcatori | 88’ Koevermans |

| Arbitro: | R. Hernandez |

|                    |           |                    |
| Perez 77’ Shea 88’ | Marcatori | 61’ (rig.) Corradi |

| Arbitro: | S. Petrescu |

|                   |           |             |
| Maicon Santos 72’ | Marcatori | 68’ Corradi |

| Arbitro: | J. Gonzalez |

|                              |           |  |
| Corradi 76’ Ubiparipović 84’ | Marcatori |  |

| Arbitro: | J. Guzman |

|  |           |                               |
|  | Marcatori | 30’ Felipe 64’ (rig.) Bernier |

| Arbitro: | J. Anno |

|           |           |             |
| Arnaud 8’ | Marcatori | 62’ Beckham |

| Arbitro: | I. Elfath |

|             |           |                         |
| Corradi 22’ | Marcatori | 37’ Cooper 67’ Richards |

| Arbitro: | M. Kadlecik |

|                                         |           |                        |
| Larentowicz 18’ Moor 39’ Castrillón 83’ | Marcatori | 14’ Bernier 48’ Wenger |

| Arbitro: | M. Geiger |

|                                           |           |             |
| Felipe 18’ Mapp 51’ Wenger 58’ Neagle 87’ | Marcatori | 61’ Johnson |

| Arbitro: | A. Chapman |

|                      |           |            |
| Moreno 14’ Angel 82’ | Marcatori | 42’ Felipe |

| Arbitro: | J.C. Rivero |

|                                             |           |                     |
| Nyassi 4’ Arnaud 21’ Camara 60’ Bernier 67’ | Marcatori | 16’ Davis 45’ Bruin |

| Arbitro: | K. Stott |

|  |           |                                       |
|  | Marcatori | 52’ Frings 72’ Johnson 78’ Koevermans |

| Arbitro: | P. Ward |

|                                       |           |  |
| Pontius 45+1’ Russel 50’ Salihi 90+1’ | Marcatori |  |

| Arbitro: | S. Stoica |

|             |           |                                                |
| Bernier 49’ | Marcatori | 57’ (rig.) Kamara 75’ (rig.) Zusi 82’ Peterson |

| Arbitro: | M. Foerster |

|                                 |           |               |
| Valentin 78’ Bernier 89’ (rig.) | Marcatori | 64’ Mirosević |

| Arbitro: | J. Guzman |

|                        |           |                   |
| Pajoy 82’ Valdés 90+1’ | Marcatori | 89’ (aut.) Daniel |

| Arbitro: | F. Bazakos |

|                               |           |            |
| Bernier 28’ (rig.) Nyassi 67’ | Marcatori | 44’ Nguyen |

| Arbitro: | D. Gantar |

|                            |           |  |
| Kandji 7’, 89’ Boswell 84’ | Marcatori |  |

| Arbitro: | A. Okulaja |

|                                   |           |           |
| Di Vaio 48’ Arnaud 50’ Nyassi 74’ | Marcatori | 57’ Henry |

| Arbitro: | I. Elfath |

|                       |           |  |
| Wenger 44’ Felipe 78’ | Marcatori |  |

| Arbitro: | A. Chapman |

|  |           |            |
|  | Marcatori | 61’ Nyassi |

| Arbitro: | A. Villareal |

|                                           |           |                        |
| Di Vaio 25’ Neagle 61’ Bernier 72’ (rig.) | Marcatori | 23’ (rig.) Wondolowski |

| Arbitro: | M. Foerster |

|                                      |           |  |
| Di Vaio 24’ Bernier 50’ (rig.) 90+2’ | Marcatori |  |

| Arbitro: | C. Penso |

|                             |           |             |
| Marshall 80’ Renteria 90+3’ | Marcatori | 73’ Di Vaio |

| Arbitro: | P. Ward |

|                                      |           |             |
| MacDonald 34’ Alex 61’ Fernandez 80’ | Marcatori | 20’ Di Vaio |

| Montréal 22 settembre 2012 31ª giornata | Montréal Impact | 0 – 0 referto | Sporting K.C. | Stade Saputo (20.521 spett.)\| Arbitro: \| J. Gonzalez \| |
| Arbitro:                                | J. Gonzalez     |               |               |                                                           |

| Arbitro: | C. Penso |

|           |           |            |
| Bruin 44’ | Marcatori | 66’ Nyassi |

| Toronto 20 ottobre 2012 33ª giornata | Toronto FC  | 0 – 0 referto | Montréal Impact | BMO Field\| Arbitro: \| J.C. Rivero \| |
| Arbitro:                             | J.C. Rivero |               |                 |                                        |

| Arbitro: | J. Gonzalez |

|  |           |            |
|  | Marcatori | 88’ Soares |

### Canadian Championship
| Montréal 2 maggio 2012, ore 20:00 UTC-5 Semifinali - Andata | Montréal Impact | 0 – 0 referto | Toronto FC | Stadio Olimpico (13.405 spett.)\| Arbitro: \| P. Ward \| |
| Arbitro:                                                    | P. Ward         |               |            |                                                          |

| Arbitro: | D. Gantar |

|                      |           |  |
| Lambe 2’ Johnson 38’ | Marcatori |  |

## Statistiche

### Statistiche di squadra
| Competizione          | Punti | In casa | In casa | In casa | In casa | In casa | In casa | In trasferta | In trasferta | In trasferta | In trasferta | In trasferta | In trasferta | Totale | Totale | Totale | Totale | Totale | Totale |
| Competizione          | Punti | G       | V       | N       | P       | Gf      | Gs      | G            | V            | N            | P            | Gf           | Gs           | G      | V      | N      | P      | Gf     | Gs     |
| --------------------- | ----- | ------- | ------- | ------- | ------- | ------- | ------- | ------------ | ------------ | ------------ | ------------ | ------------ | ------------ | ------ | ------ | ------ | ------ | ------ | ------ |
| MLS                   | 42    | 17      | 10      | 3       | 4       | 31      | 19      | 17           | 2            | 3            | 12           | 14           | 32           | 34     | 12     | 6      | 16     | 45     | 51     |
| Canadian Championship |       | 1       | 0       | 1       | 0       | 0       | 0       | 1            | 0            | 0            | 1            | 0            | 2            | 2      | 0      | 1      | 1      | 0      | 2      |
| Totale                |       | 18      | 10      | 4       | 4       | 31      | 19      | 18           | 2            | 3            | 13           | 14           | 34           | 36     | 12     | 7      | 17     | 45     | 53     |

### Statistiche dei giocatori
Fonte:impactmontreal.com
| Giocatore       | MLS      | MLS  | MLS         | MLS        | Canadian Championship | Canadian Championship | Canadian Championship | Canadian Championship | Totale   | Totale | Totale      | Totale     |
| Giocatore       | Presenze | Reti | Ammonizioni | Espulsioni | Presenze              | Reti                  | Ammonizioni           | Espulsioni            | Presenze | Reti   | Ammonizioni | Espulsioni |
| --------------- | -------- | ---- | ----------- | ---------- | --------------------- | --------------------- | --------------------- | --------------------- | -------- | ------ | ----------- | ---------- |
| B. Arguez       | 0        | 0    | -           | -          | 0                     | 0                     | -                     | -                     | 0        | 0      | -           | -          |
| D. Arnaud       | 33       | 4    | 7           | -          | 2                     | 0                     | -                     | -                     | 35       | 4      | 7           | -          |
| P. Bernier      | 27       | 9    | 5           | -          | 1                     | 0                     | -                     | -                     | 28       | 9      | 5           | -          |
| J. Braun        | 12       | 0    | -           | -          | 1                     | 0                     | -                     | -                     | 13       | 0      | -           | -          |
| J. Brovsky      | 28       | 0    | 1           | 1          | 2                     | 0                     | -                     | -                     | 30       | 0      | 1           | 1          |
| E. Bush         | 1        | 0    | -           | -          | 0                     | 0                     | -                     | -                     | 1        | 0      | -           | -          |
| H. Camara       | 20       | 1    | 2           | 1          | 1                     | 0                     | -                     | -                     | 21       | 1      | 2           | 1          |
| B. Corradi      | 11       | 4    | 3           | -          | 2                     | 0                     | -                     | -                     | 13       | 4      | 3           | -          |
| M. Di Vaio      | 17       | 5    | 1           | -          | 0                     | 0                     | -                     | -                     | 17       | 5      | 1           | -          |
| Felipe          | 30       | 4    | 5           | -          | 2                     | 0                     | -                     | -                     | 32       | 4      | 5           | -          |
| M. Ferrari      | 25       | 0    | 3           | -          | 2                     | 0                     | -                     | -                     | 27       | 0      | 3           | -          |
| M. Fucito       | 1        | 0    | -           | -          | 0                     | 0                     | -                     | -                     | 1        | 0      | -           | -          |
| G. García       | 0        | 0    | -           | -          | 0                     | 0                     | -                     | -                     | 0        | 0      | -           | -          |
| J. Gardner      | 6        | 0    | 1           | -          | 0                     | 0                     | -                     | -                     | 6        | 0      | 1           | -          |
| D. Iapichino    | 7        | 0    | 2           | -          | 0                     | 0                     | -                     | -                     | 7        | 0      | 2           | -          |
| E. James        | 0        | 0    | -           | -          | 0                     | 0                     | -                     | -                     | 0        | 0      | -           | -          |
| C. Mallace      | 4        | 0    | -           | -          | 0                     | 0                     | -                     | -                     | 4        | 0      | -           | -          |
| J. Mapp         | 27       | 2    | -           | -          | 1                     | 0                     | -                     | -                     | 28       | 2      | -           | -          |
| M. Montaño      | 3        | 0    | -           | -          | 0                     | 0                     | -                     | -                     | 3        | 0      | -           | -          |
| L. Neagle       | 23       | 2    | 1           | -          | 1                     | 0                     | -                     | -                     | 24       | 2      | 1           | -          |
| A. Nesta        | 8        | 0    | -           | -          | 0                     | 0                     | -                     | -                     | 8        | 0      | -           | -          |
| S. Nyassi       | 28       | 6    | 9           | -          | 2                     | 0                     | 1                     | -                     | 30       | 6      | 10          | -          |
| K. Ouimette     | 2        | 0    | -           | -          | 0                     | 0                     | -                     | -                     | 2        | 0      | -           | -          |
| T. Perkins      | 9        | 0    | -           | -          | 0                     | 0                     | -                     | -                     | 9        | 0      | -           | -          |
| D. Ricketts     | 24       | 0    | -           | -          | 2                     | 0                     | -                     | -                     | 26       | 0      | -           | -          |
| N. Rivas        | 11       | 0    | 2           | 1          | 0                     | 0                     | -                     | -                     | 11       | 0      | 2           | 1          |
| E. Sebrango     | 7        | 0    | -           | -          | 1                     | 0                     | -                     | -                     | 8        | 0      | -           | -          |
| G. Sutton       | 1        | 0    | -           | -          | 0                     | 0                     | -                     | -                     | 1        | 0      | -           | -          |
| S. Thomas       | 15       | 0    | 2           | -          | 2                     | 0                     | -                     | -                     | 17       | 0      | 2           | -          |
| S. Ubiparipović | 12       | 2    | 1           | -          | 2                     | 0                     | -                     | -                     | 14       | 2      | 1           | -          |
| Z. Valentin     | 15       | 1    | 1           | -          | 0                     | 0                     | -                     | -                     | 15       | 1      | 1           | -          |
| T. Wahl         | 11       | 0    | 3           | -          | 2                     | 0                     | -                     | -                     | 13       | 0      | 3           | -          |
| C. Warner       | 29       | 0    | 6           | -          | 2                     | 0                     | -                     | -                     | 31       | 0      | 6           | -          |
| A. Wenger       | 23       | 4    | -           | -          | 0                     | 0                     | -                     | -                     | 23       | 4      | -           | -          |

## Giovanili
L'under 21 dell'Académie partecipa, per il terzo anno consecutivo, alla Canadian Soccer League. Nel mese di settembre le squadre under 18 e under 16 esordiscono nei campionati di categoria organizzati dall'USSDA (United States Soccer Development Academy), i quali seguono un calendario che va da settembre a luglio.
- Under 21: 2° al termine della stagione regolare della Canadian Soccer League 2012. Finale play-off